# Медвеже (Шадрінський район)
Медве́же (рос. Медвежье) — присілок у складі Шадрінського району Курганської області, Росія. Входить до складу Глибокинської сільської ради.
Населення — 41 особа (2010, 69 у 2002).
Національний склад станом на 2002 рік: росіяни — 96 %.